# Шарій Анатолій Іванович
Шарій Анатолій Іванович (нар.21 листопада 1936, Кшеївка) — український живописець, член Національної спілки художників України, Заслужений художник України з 2012 року

## Біографія
Шарій Анатолій Іванович народився 1936 року в селі Кшеївка, Дніпропетровської області.
В 1964 році закінчив Дніпропетровське художнє училище.
З 1966 року Шарій О. І. — Учасник численних художніх виставок.
У 1972 році закінчив Український Поліграфічний інститут ім. Федорова (м. Львів). Викладачами художника були Г.Чернявский, В.Хитріков та О.Крилов
З 1984 року є членом Національної спілки художників України.
З 2012 року Заслужений художник України

## Творчість
Шарій Анатолій Іванович — талановитий майстер, маючи від природи рідкісний тенор, мріяв стати співаком, але вирішив присвятити свое життя живопису. Особливо мальовничими виходять пейзажі рідної землі.
Художник любується природою і прагне відобразити на полотні свій настрій і стан. Майстер оспівує красу самих повсякденних і скромних пейзажних мотивів. Він здатний перетворити знайомий мотив на частку іншого світу — прекрасного, затишного, загадкового.
Однак його ніколи не приваблює зовнішня краса. Він прагне розкрити красу природи зсередини, що таїть в собі невичерпне джерело глибоких почуттів і настрою.
Розглядаючи пейзажі художника, складається враження, що в них простір зупинився в нескінченності, вічності …
Дивлячись на картини художника, захоплюєшся його вмінням передавати тонкі нюанси багатства природи. У його роботах відчувається гармонія між людиною і природою. При цьому, жодна робота не схожа одна на одну, також в нього не має завчених фарб, що переходять з полотна на полотно.
Полотна Анатолія Шарія привертають увагу своєю непідробною щирістю і широтою почуттів, викликаючи неприхований інтерес і захоплення публіки.
З 1966 року Шарій А. І. учасник багатьох художніх виставок.
На його рахунку участь більше сотні Республіканских та міських виставок. Проведено 20 персональних виставок.
Твори А. І. Шарія представлені в Художніх музеях Чернігова, Миколаєва, Маріуполя, Кагарлика, галерейних і приватних колекціях в Україні та за її межами.